# Verklärungskirche (Szentendre)

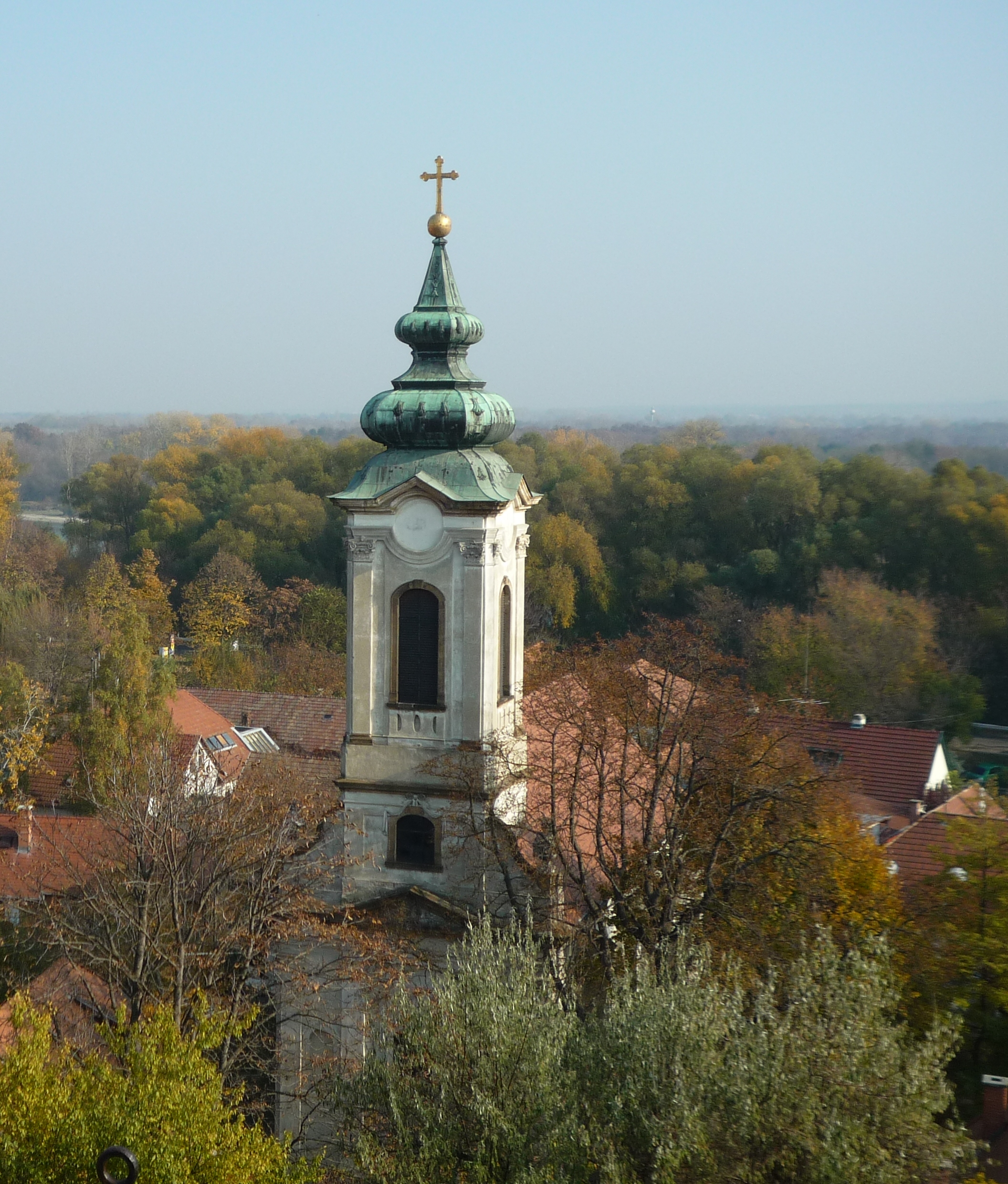
Die Verklärungskirche

Die Verklärungskirche (serbisch: Преображењска црква/Preobraženjska crkva, auch Tabačka crkva (Табачка црква); Gerberkirche) ist eine Serbisch-orthodoxe Kirche in der ungarischen Stadt Szentendre.
Das von 1741 bis 1746 erbaute Kirchengebäude ist der Verklärung Christi geweiht und gehört zur Pfarrei Sentandreja im Dekanat Buda der Eparchie Buda der serbisch-orthodoxen Kirche.
Das Kirchenpatrozinium ist zugleich Stadtpatrozinium und wird von den Einwohnern bis heute als Patronatsfest gefeiert. Die Liturgie zum Feiertag der Verklärung des Herrn dient als kulturelles Versammlungsfest der Serben aus dieser Region.

## Geschichte und Architektur
Ursprünglich befand sich an der Stelle des heutigen Gotteshauses eine Holzkirche aus dem Ende des 17. Jahrhunderts, die wegen Baufälligkeit abgerissen werden musste. Von 1741 bis 1746 wurde die Verklärungskirche erbaut. Als Ktitoren der Kirche gelten die serbischen Einwohner der Stadt, der Name Gerberkirche rührt daher, dass vor allem Gerber den Bau des Gotteshauses finanzierten.
Die Kirche wurde zur Zeit des Bischofs der Eparchie Buda, Vasilije, erbaut. Als Baumeister gilt ein unbekannter österreichischer Architekt.
Die entfernt vom Stadtzentrum an einem kleinen Hügel gelegene Kirche zählt zu den schönsten und bedeutendsten Serbisch-orthodoxen Kirchen in Ungarn. Sie gilt als Meilenstein in der serbischen Architektur des Spätbarock hin zum Klassizismus.
Die einschiffige Kirche wurde zunächst ohne den hohen Kirchturm gebaut, der von 1777 bis 1778 errichtet wurde. Die reiche Dekoration aus Stein an der Westwand der Kirche ist im Stil des Übergangs vom Barock zum Klassizismus gehalten.
Die Ikonostase fertigten russische Ikonenmaler und Tischler aus Kiew von 1745 bis 1746. Die Ikonen sind in der typischen serbischen Ikonenmalerei ausgeführt. Die Ikonostase mit ihren reich mit Ornamenten und Goldhintergrund verzierten Ikonen gilt als eine der schönsten der Serbisch-orthodoxen Kirche des 18. Jahrhunderts.

## Galerie

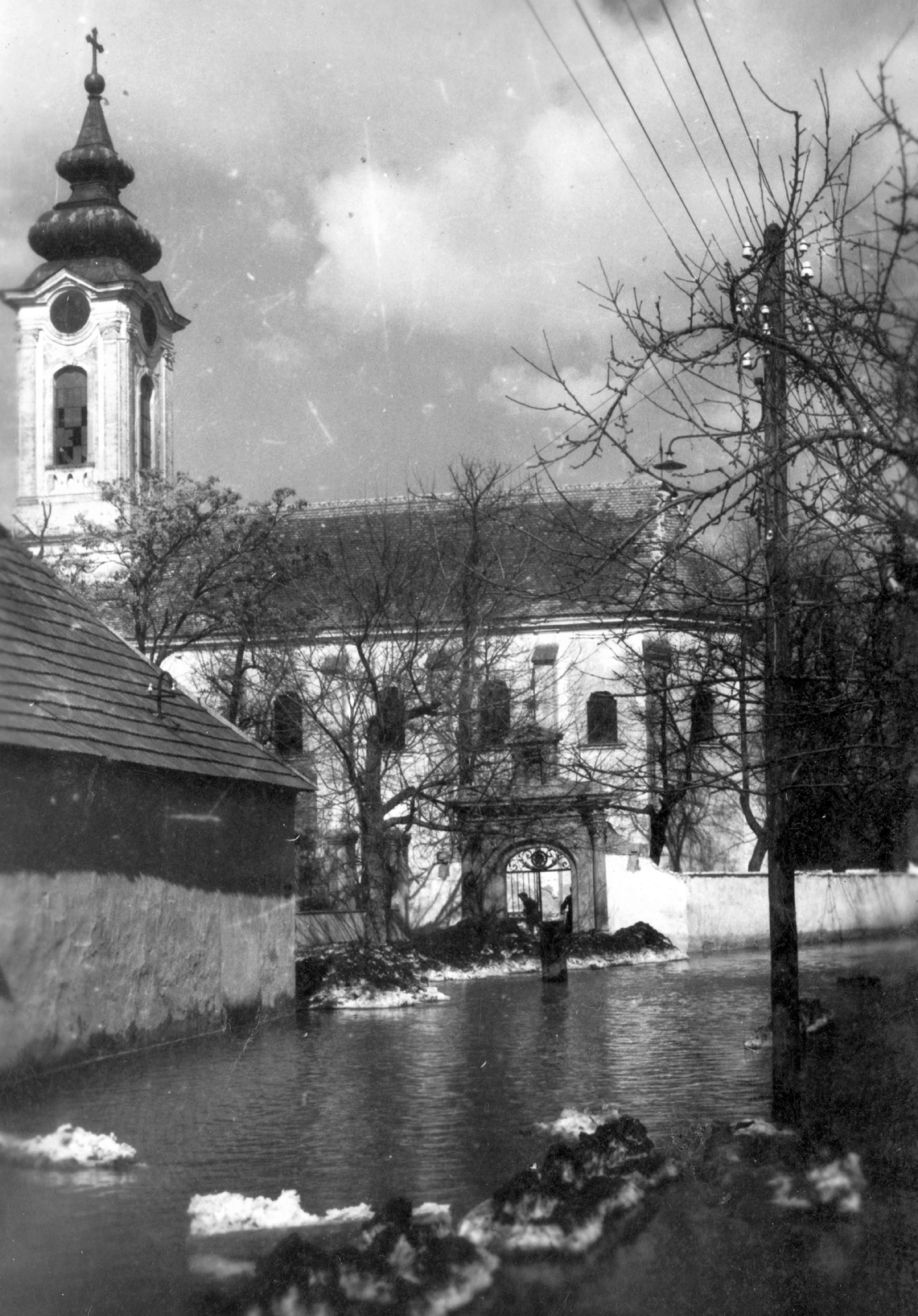
Die Kirche (1940)
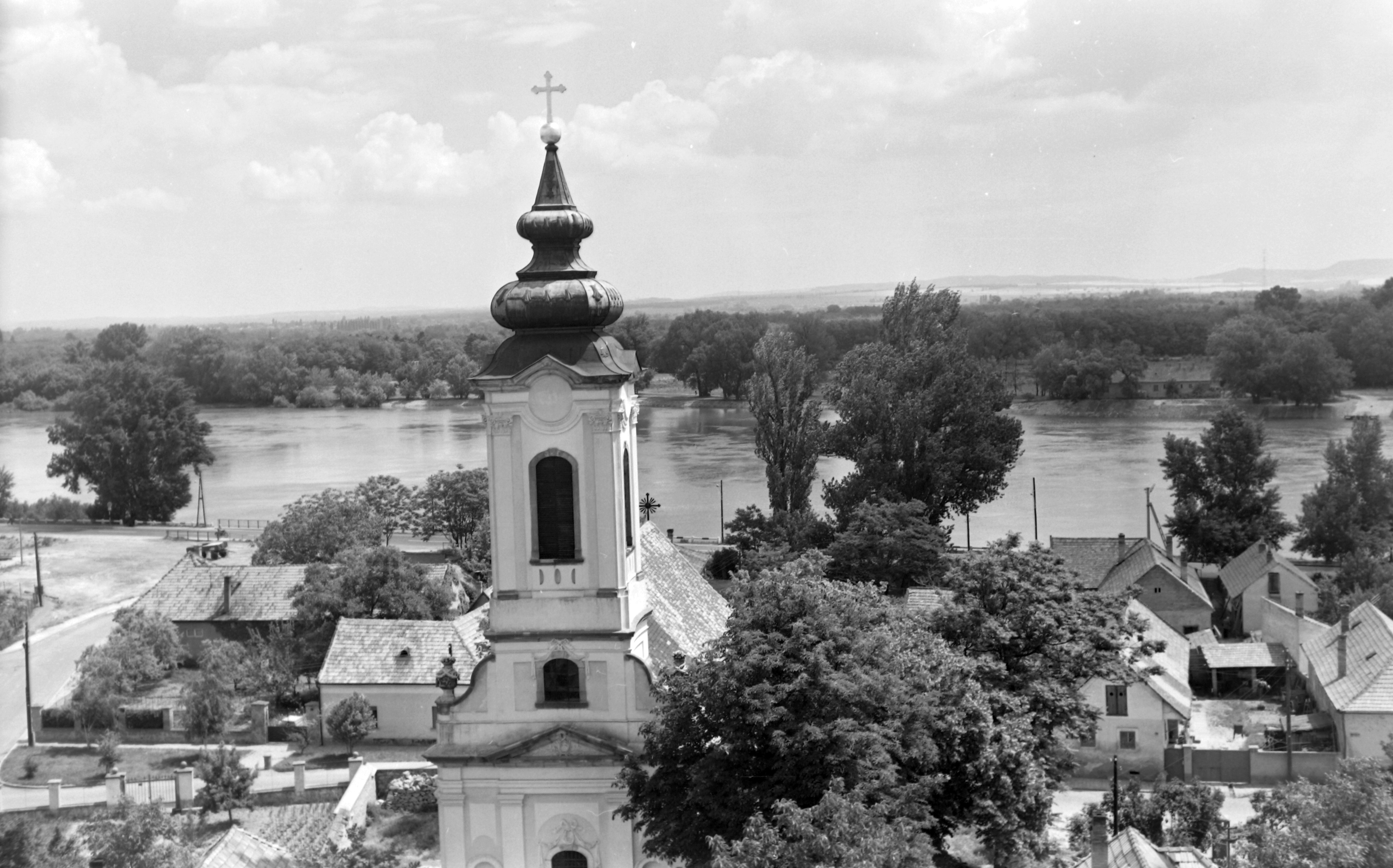
Die Kirche mit Umgebung
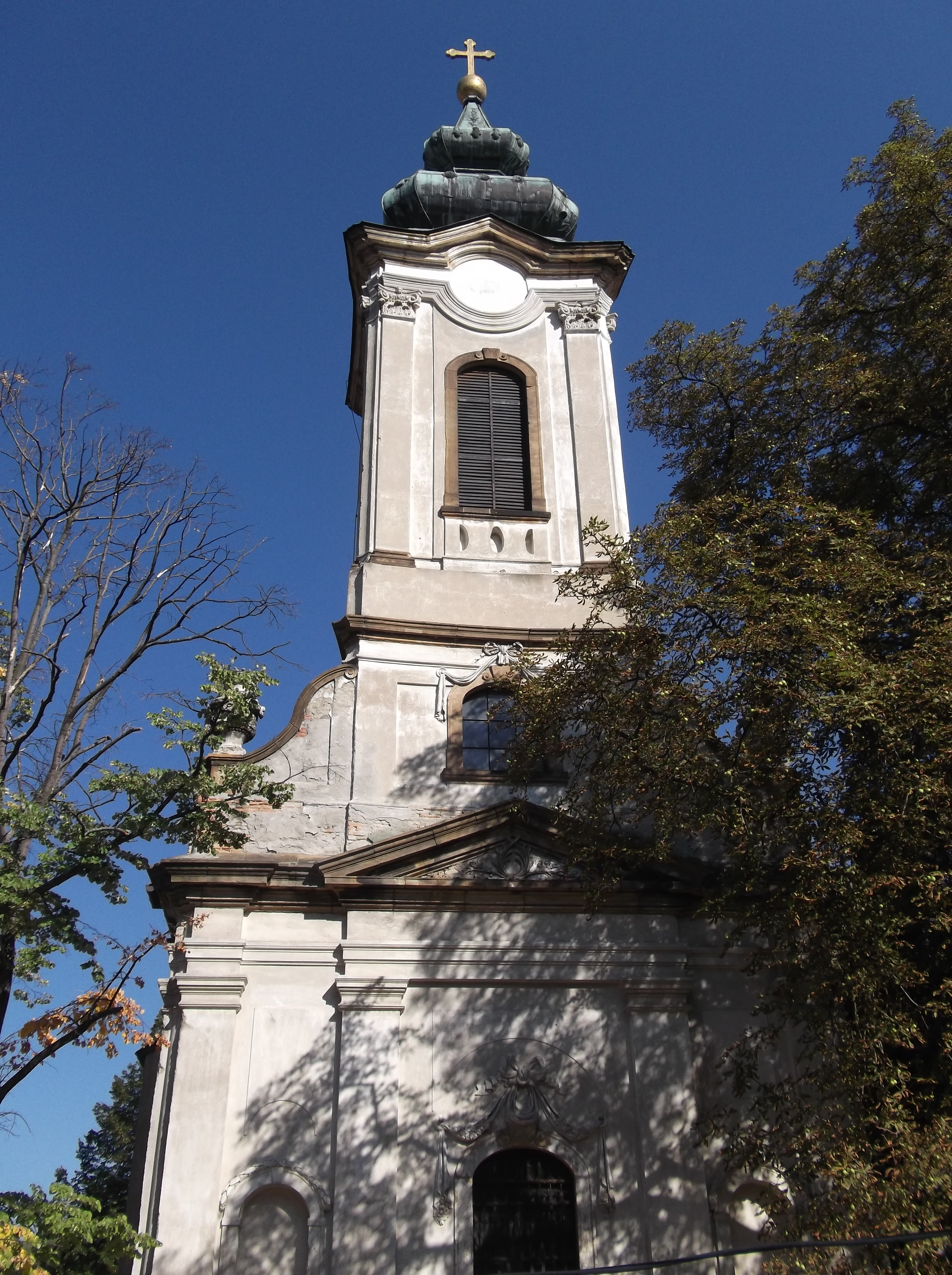
Westfassade
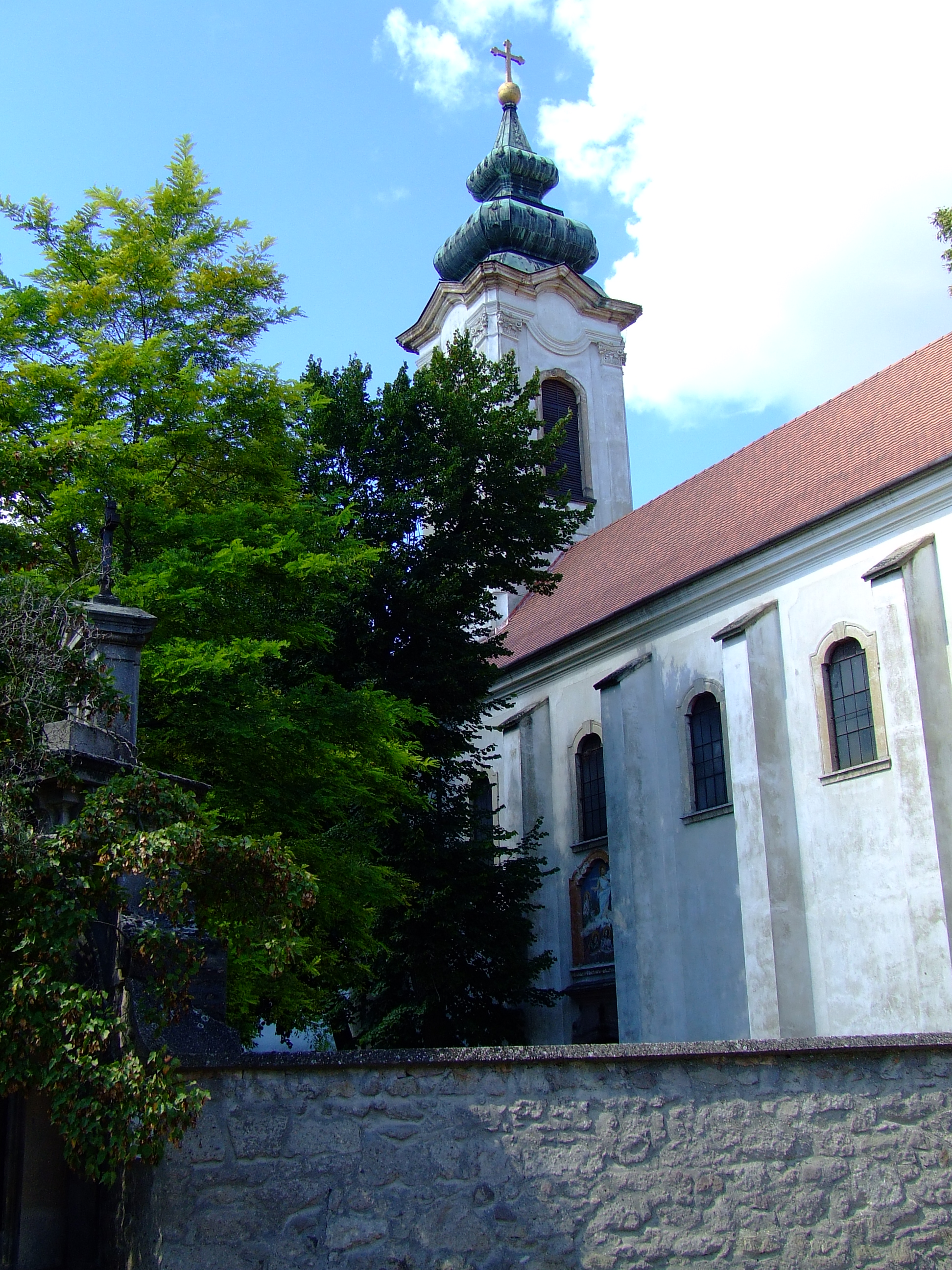
Blick auf den Kirchturm
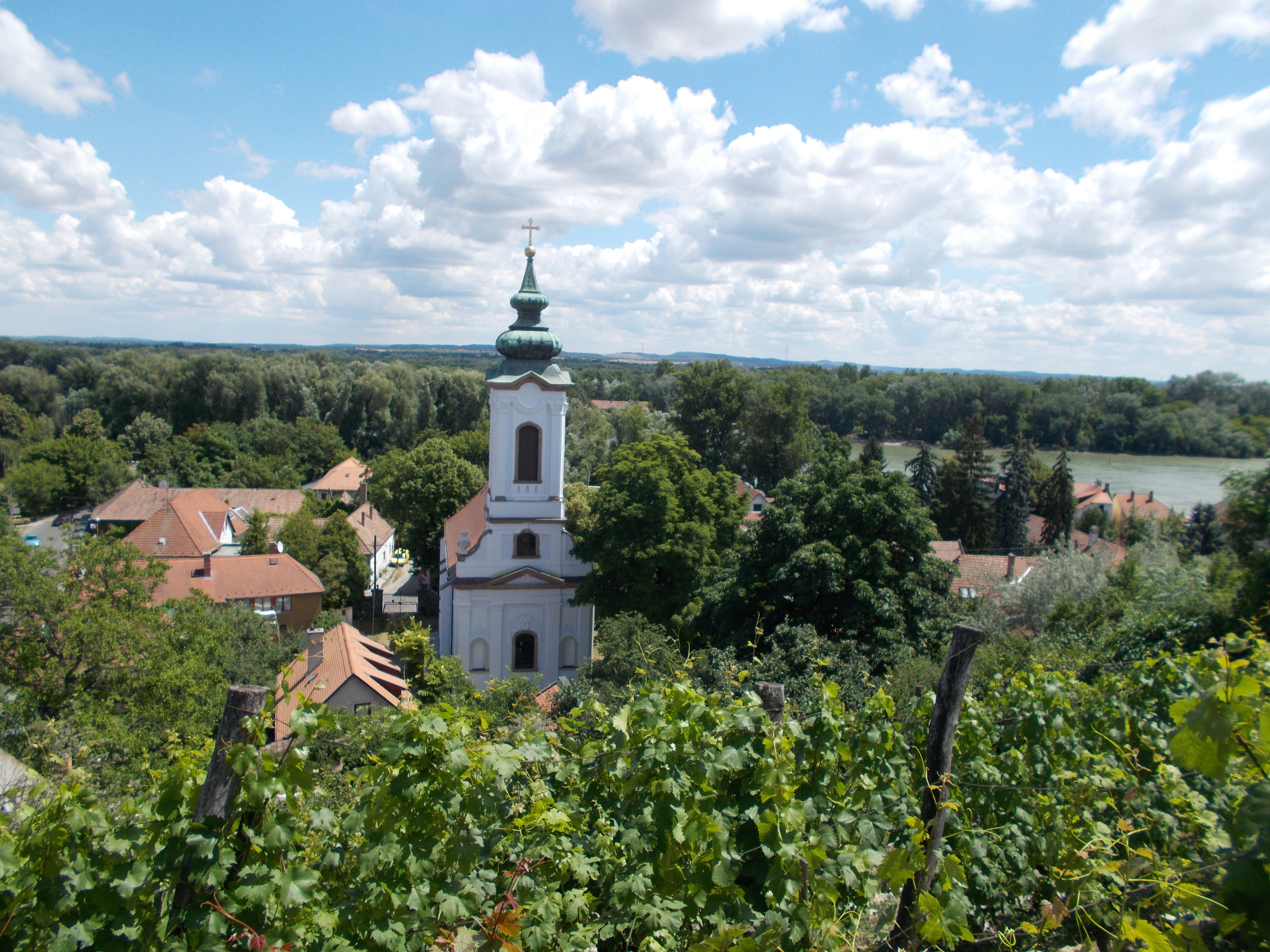
Westansicht der Kirche
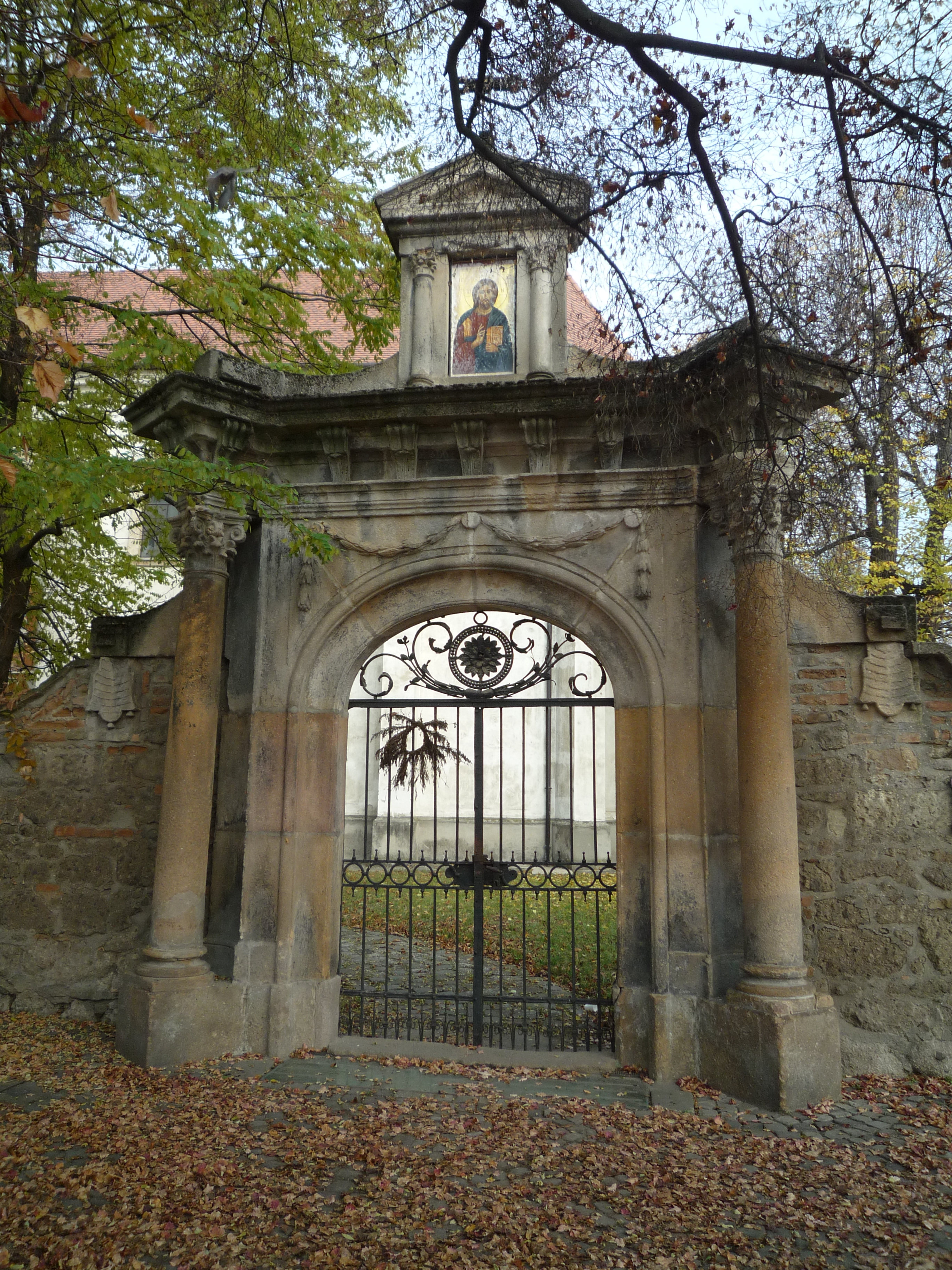
Eingangsportal zur Kirche
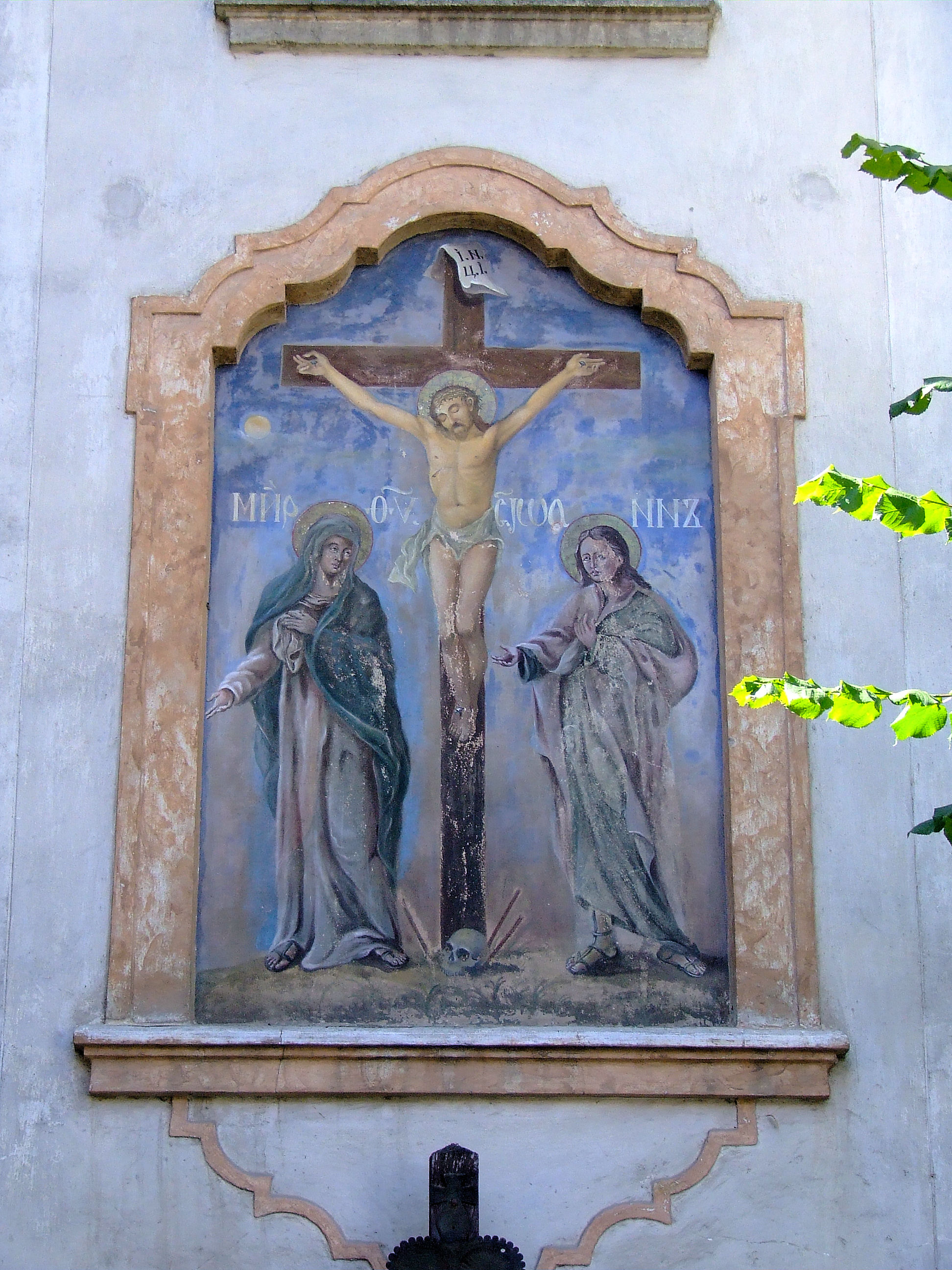
Fresko der Kreuzigung Christi
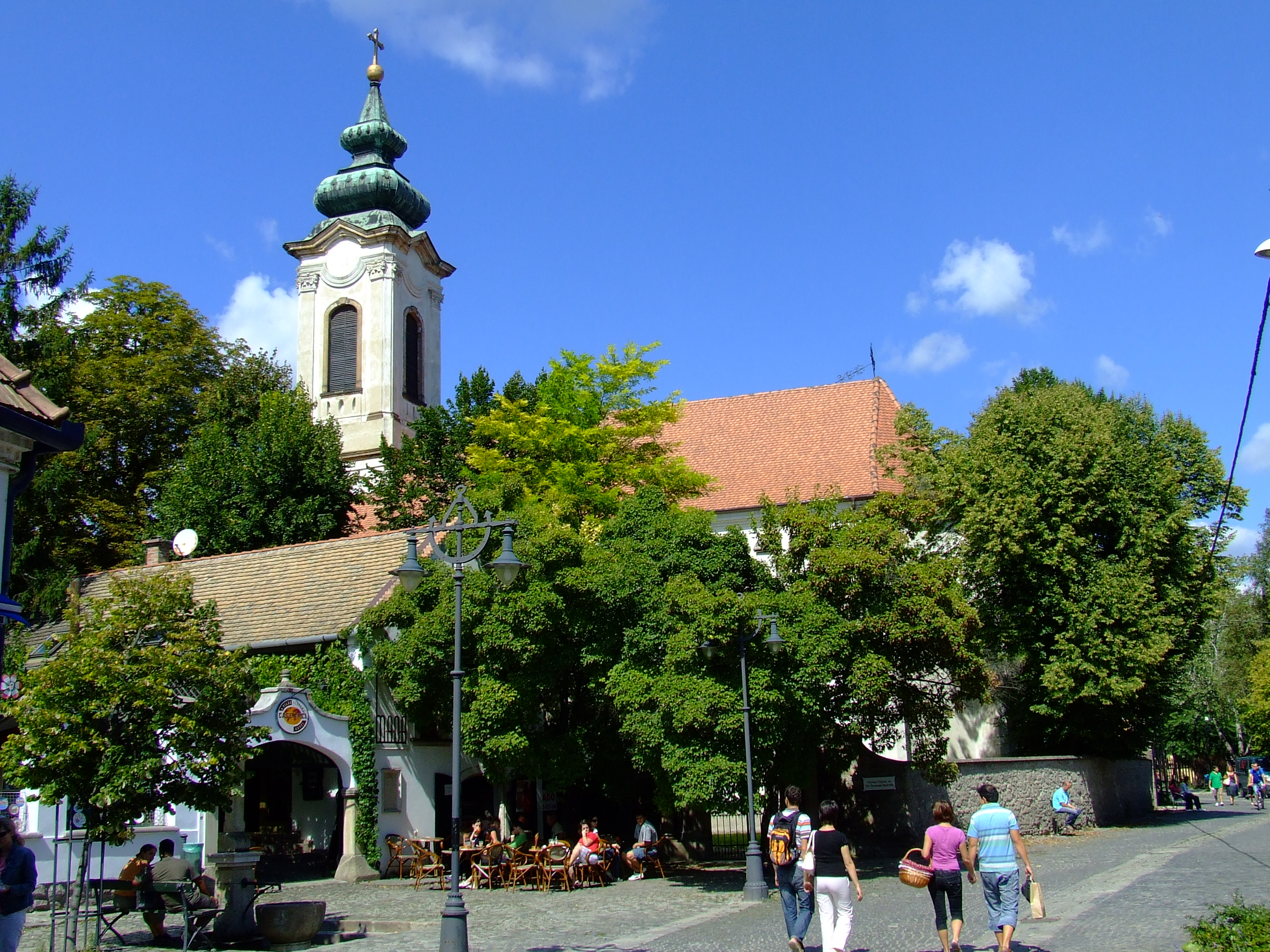
Seitenansicht